# Péninsule d'Avalon
Pour les articles homonymes, voir Avalon (homonymie).
La péninsule d'Avalon, ou presqu'île d'Avalon, est une péninsule très découpée du sud-est de l'île de Terre-Neuve. Elle fait plus de 90 km d'est en ouest et sa plus grande distance, comptée depuis l'isthme jusqu'à Mistaken Point, sa pointe sud-est, s'élève à 149 km. La péninsule occupe une superficie de 9 220 km2. On y trouvait en 2006 une population de 248 418 habitants, soit 49 % du total de la province. Elle est reliée à la partie principale de Terre-Neuve par un isthme de 3,2 kilomètres de largeur et s'avance comme une pointe sur l'océan Atlantique. La capitale de Terre-Neuve-et-Labrador, Saint-Jean de Terre-Neuve, se situe sur la partie nord-est de la péninsule.

## Géographie et géologie
La péninsule d'Avalon est formée par des replis rocheux précambriens, cambriens et ordoviciens généralement orientés vers le nord-est. On trouve de nombreuses baies autour de la péninsule dont les principales sont, sur la mer du Labrador, la baie de Trinity et la baie de la Conception ; directement sur l'océan Atlantique, la baie St. Mary's et la baie de Plaisance.

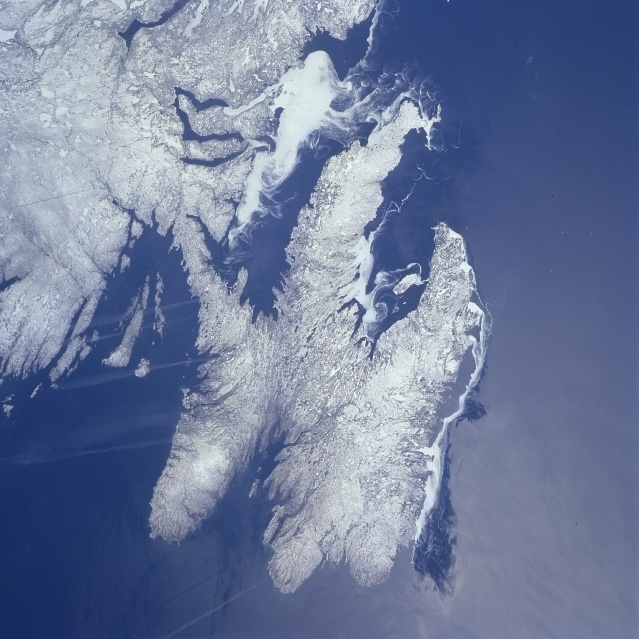
Vue satellite de l'ensemble de la péninsule en hiver.

Enchâssés dans la roche, on y trouve de nombreux fossiles du précambrien. Plusieurs Lagerstätten renferment des spécimens de la faune de l'Édiacarien. C'est dans la réserve écologique de Mistaken Point que le premier fossile de cette ère fut retrouvé : l'espèce Aspidella terranovica. Les trilobites du Cambrien moyen sont presque identiques à ceux du nord du pays de Galles et de l'Angleterre et appartiennent à la province « Atlantique ». Les géologues en ont tiré une preuve de la dérive des continents.

## Histoire
La péninsule est un des premiers lieux colonisés par les Européens en Amérique du Nord. Le premier site anglais habité fut Cuper's Cove en 1610. Sir George Calvert obtint un grand domaine un peu plus tard où se développa Ferryland, le premier établissement permanent de Terre-Neuve.
En 1623, Calvert obtint une charte royale qui étendit les terres royales, sous le nom Province d'Avalon, à toute la péninsule et lui donnait le plein contrôle sous un mandat de palatinat. Il nomma sa colonie en l'honneur de « old Avalon...the first-fruits of Christianity in Britain. ». Calvert, converti au catholicisme dans une Angleterre réformiste, souhaitait faire d'Avalon un refuge pour ses coreligionnaires. En 1625, il devint le premier Lord Baltimore en reconnaissance de ses efforts pour la nouvelle colonie.
Une série de crises et de catastrophes naturelles forcèrent Calvert à quitter Terre-Neuve en 1629. Il partit dans la colonie du Maryland mais sa famille continua à contrôler Avalon jusqu'en 1637 quand l'île de Terre-Neuve tout entière fut cédée à Sir David Kirke et James Hamilton (1er duc d'Hamilton). Le fils de Calvert, Cecilius Calvert, se battit contre ce changement et obtint le retour à la charte initiale en 1660 mais n'essaya jamais de reprendre le contrôle de la colonie.